# Telingana subsimilis
Telingana subsimilis är en insektsart som beskrevs av Walker 1859. Telingana subsimilis ingår i släktet Telingana och familjen hornstritar. Inga underarter finns listade i Catalogue of Life.